# 安徽省肥东第一中学
安徽省肥东第一中学，位于安徽省合肥市肥东县城，学校创办于1956年。校园占地面积约14万平方米，是安徽省的省级示范高中。

## 校园
肥东一中新校区于2016年9月启用。新校区位于和睦湖畔，地址位于瑶岗路与蔚然路交叉口西南侧，占地约365亩，建筑面积约13.8万m²。建筑整体形式以“徽”式为主。校园绿化率达31%，水域总面积约15亩。